# Lista de municípios do Brasil por IDH

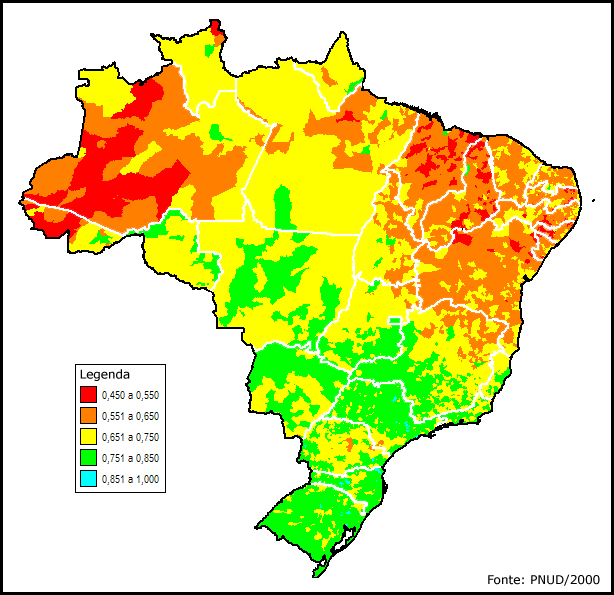
Mapa de municípios do Brasil por IDH em 2000.

Essa é a lista dos municípios brasileiros com os maiores Índices de Desenvolvimento Humano (IDH) de acordo com os dados divulgados pelo Programa das Nações Unidas para o Desenvolvimento. O IDH é uma medida comparativa usada para classificar os países pelo seu grau de "desenvolvimento humano" e para separar os países desenvolvidos (elevado desenvolvimento humano), em desenvolvimento (desenvolvimento humano médio) e subdesenvolvidos (desenvolvimento humano baixo). A estatística é composta a partir de dados de expectativa de vida ao nascer, educação e PIB (PPC) per capita (como um indicador do padrão de vida) recolhidos a nível nacional. Todo ano, os países membros da ONU são classificados de acordo com essas medidas. O IDH também é usado por organizações locais ou empresas para medir o desenvolvimento de entidades subnacionais como estados, cidades, aldeias, etc.
O índice foi desenvolvido em 1990 pelos economistas Amartya Sen e Mahbub ul Haq, e vem sendo usado desde 1993 pelo Programa das Nações Unidas para o Desenvolvimento no seu relatório anual.

## Critérios
A partir do relatório de 2010, o IDH combina três dimensões:
Grau de escolaridade: média de anos de estudo da população adulta e expectativa de vida escolar, ou tempo que uma criança ficará matriculada;
Renda: Renda Nacional Bruta (RNB) per capita, baseada na paridade de poder de compra dos habitantes. Esse item tinha por base o PIB (Produto Interno Bruto) per capita, no entanto, a partir de 2010, ele foi substituído pela Renda Nacional Bruta (RNB) per capita, que avalia praticamente os mesmos aspectos que o PIB, no entanto, a RNB também considera os recursos financeiros oriundos do exterior;
Nível de saúde: baseia-se na expectativa de vida da população, reflete as condições de saúde e dos serviços de saneamento ambiental.

## Escala de IDH
- 0,800 a 1,000 Muito Alto
- 0,700 a 0,799 Alto
- 0,600 a 0,699 Médio
- 0,500 a 0,599 Baixo
- 0,000 a 0,499 Muito Baixo

## Lista dos cem maiores IDH Municipais (IDHM)

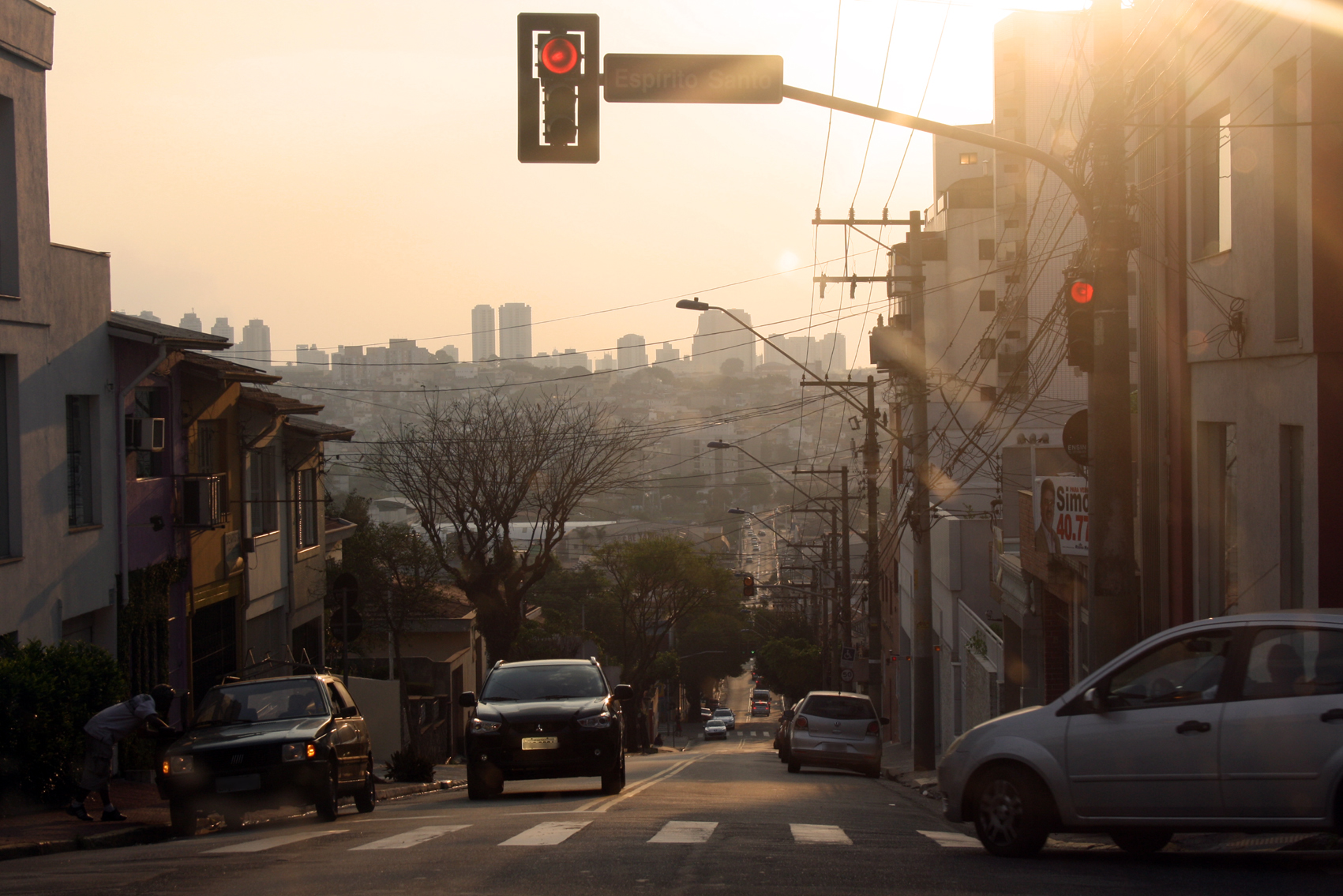
São Caetano do Sul, no estado de São Paulo é a cidade com melhor IDH do Brasil.

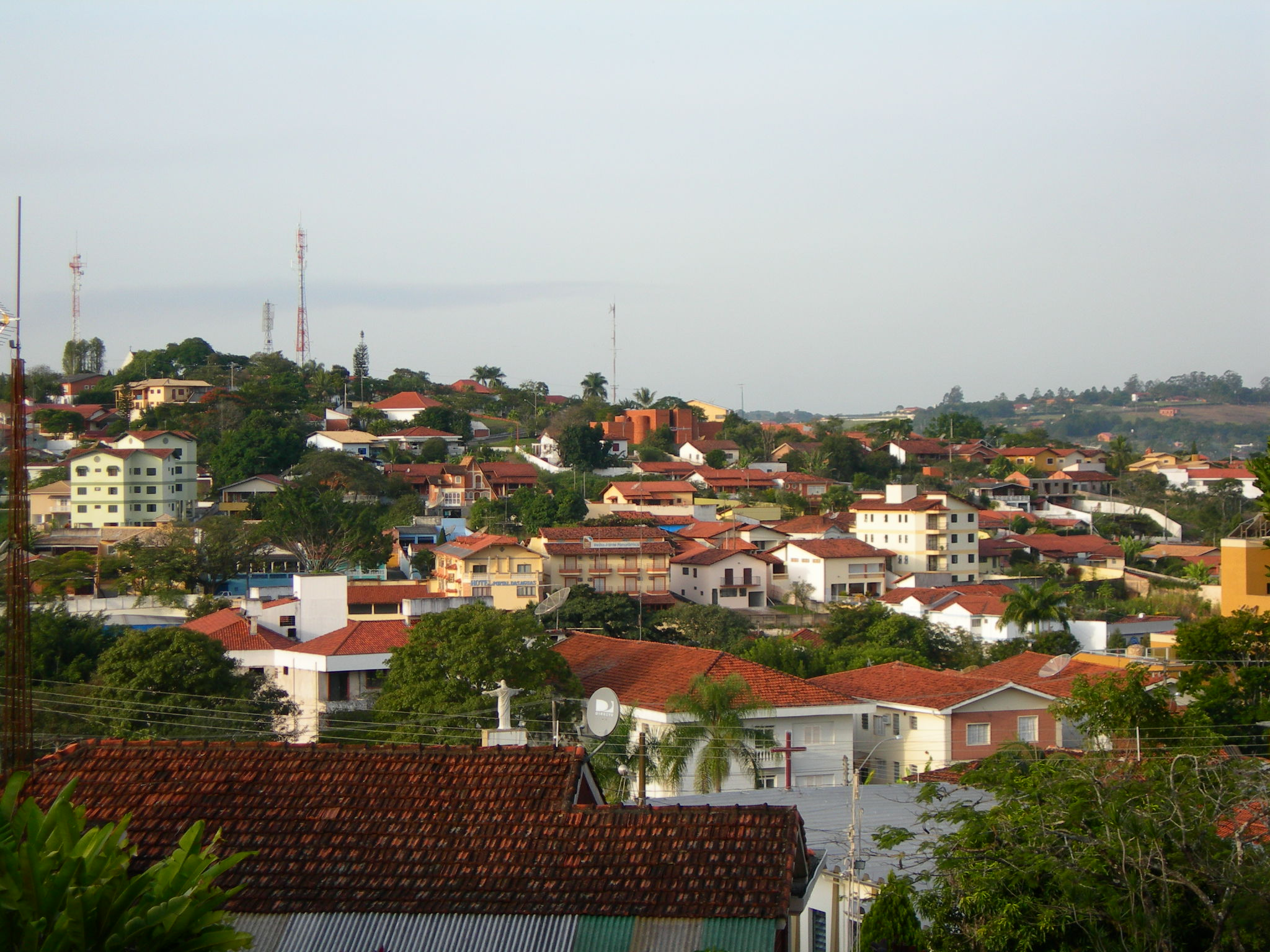
Águas de São Pedro, também no estado de São Paulo, possui o segundo melhor IDHM do Brasil.

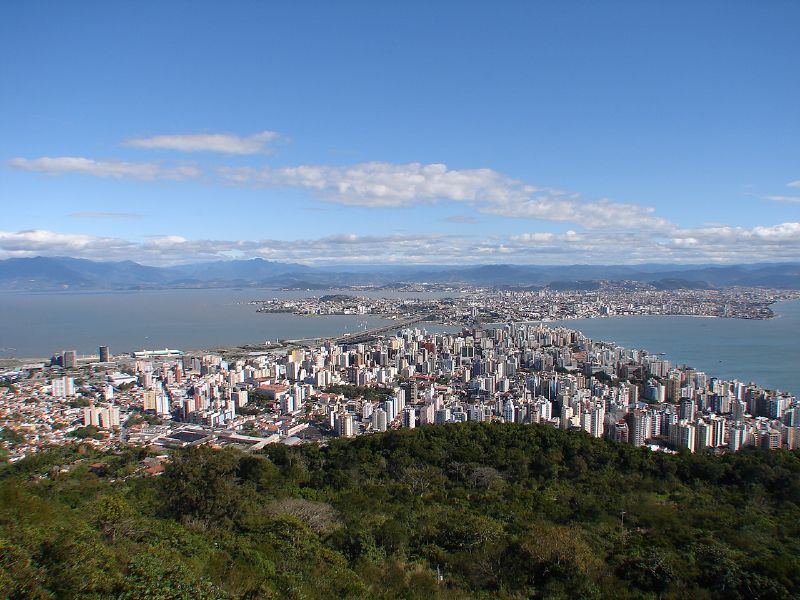
Florianópolis, capital de Santa Catarina, a cidade com o terceiro maior IDHM das cidades e o primeiro entre as Capitais Estaduais do Brasil.

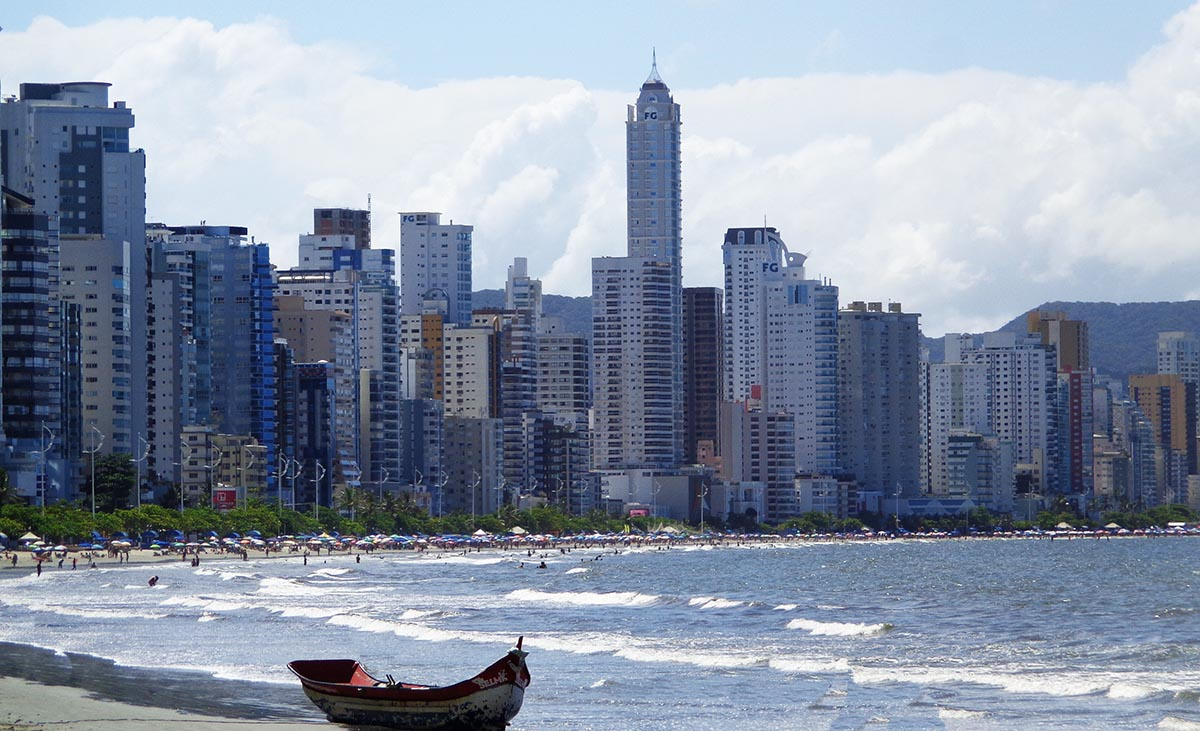
Balneário Camboriú, em Santa Catarina, aparece em quarto lugar.

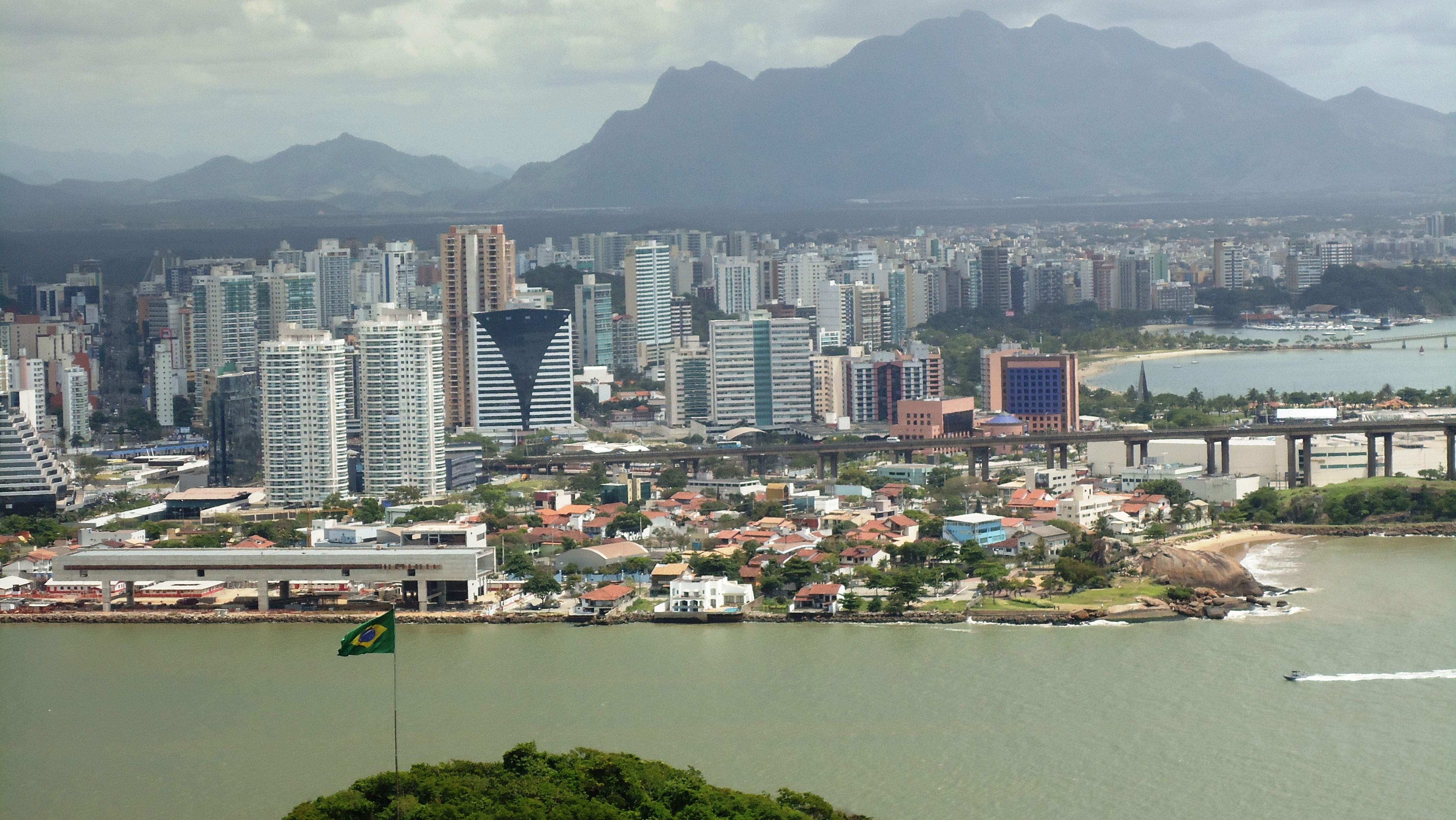
Vitória, capital capixaba, ocupa a quinta posição.

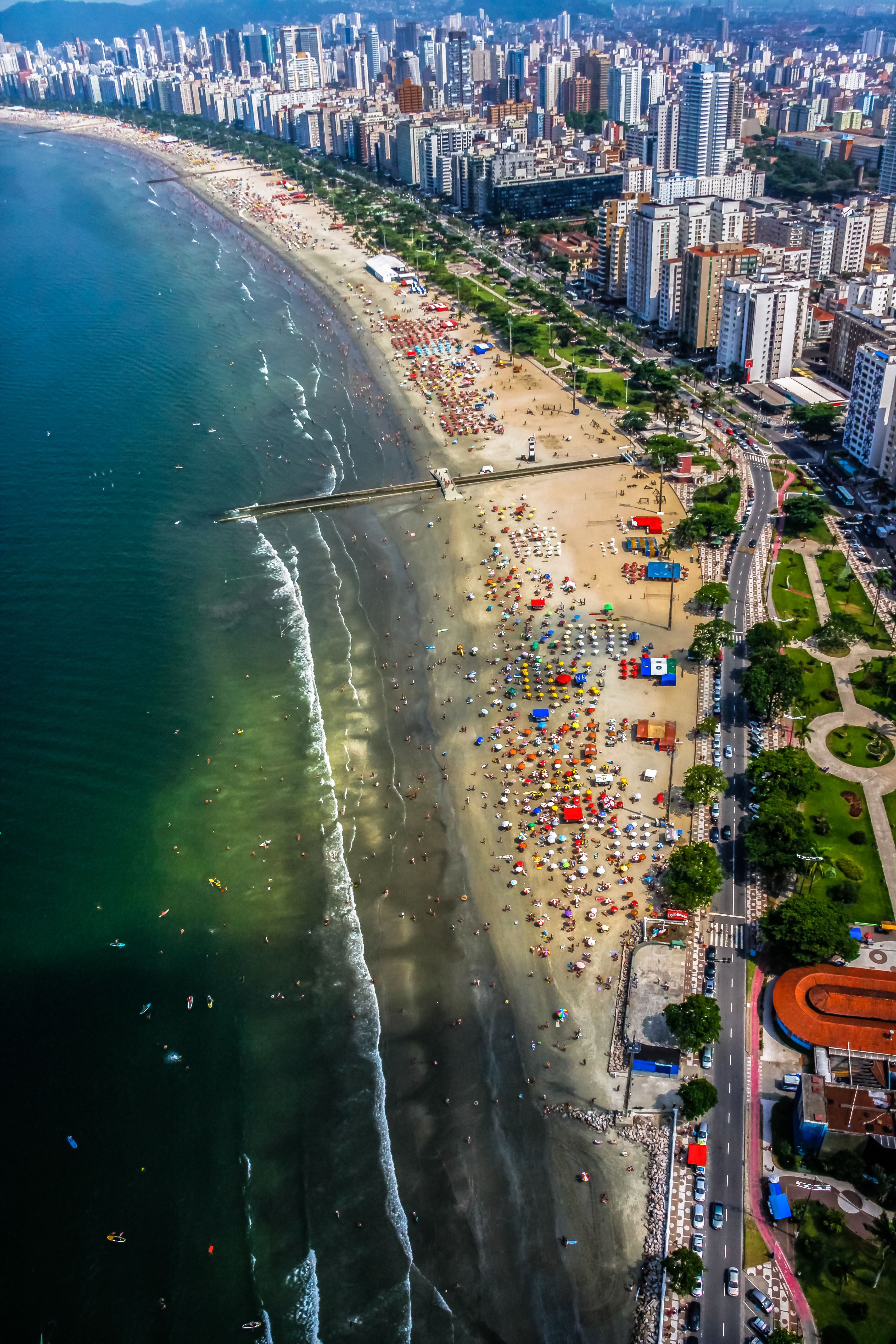
Santos, em São Paulo, ficou na sexta colocação.

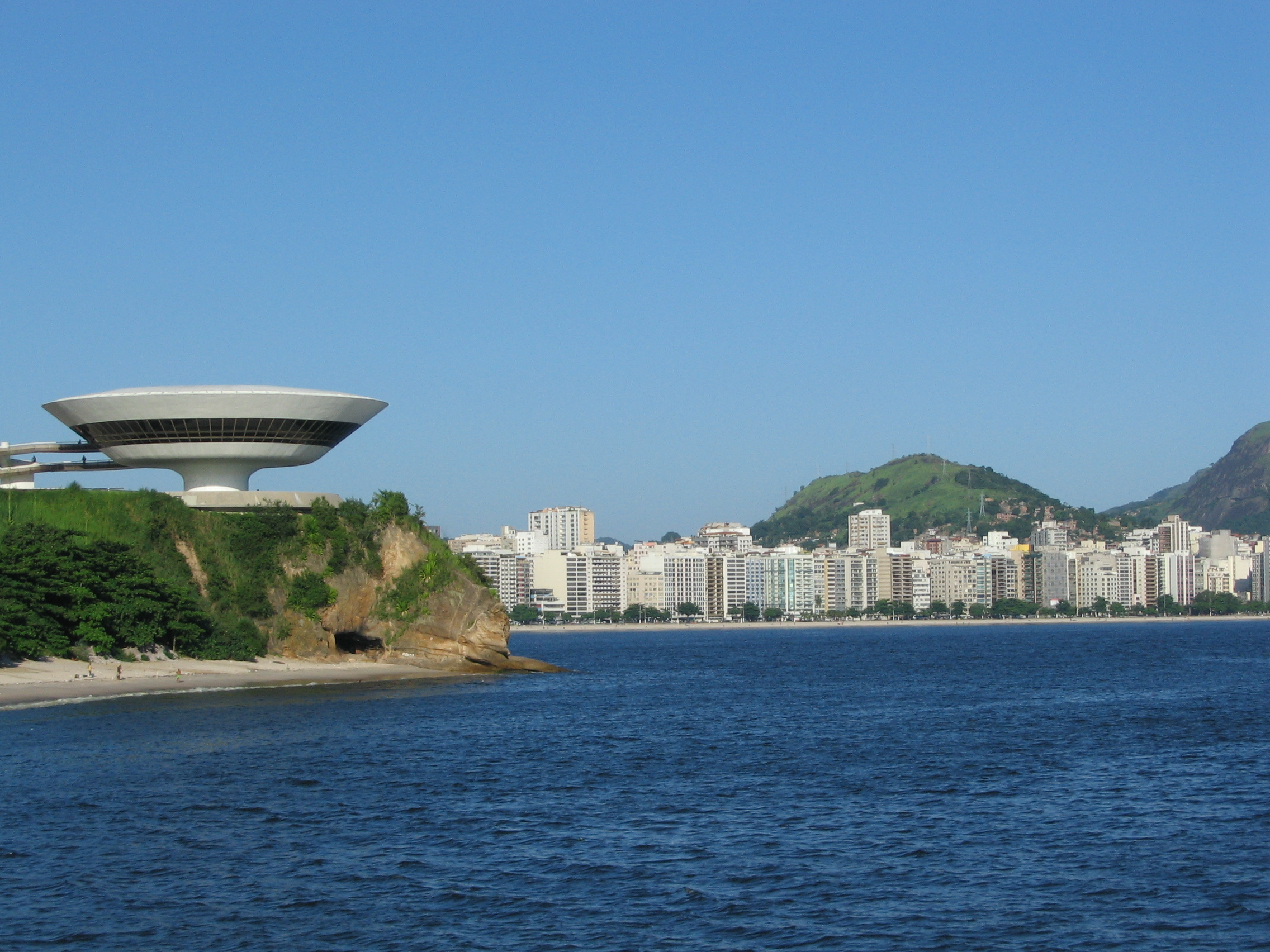
Niterói possui o maior IDH do Estado do Rio de Janeiro.

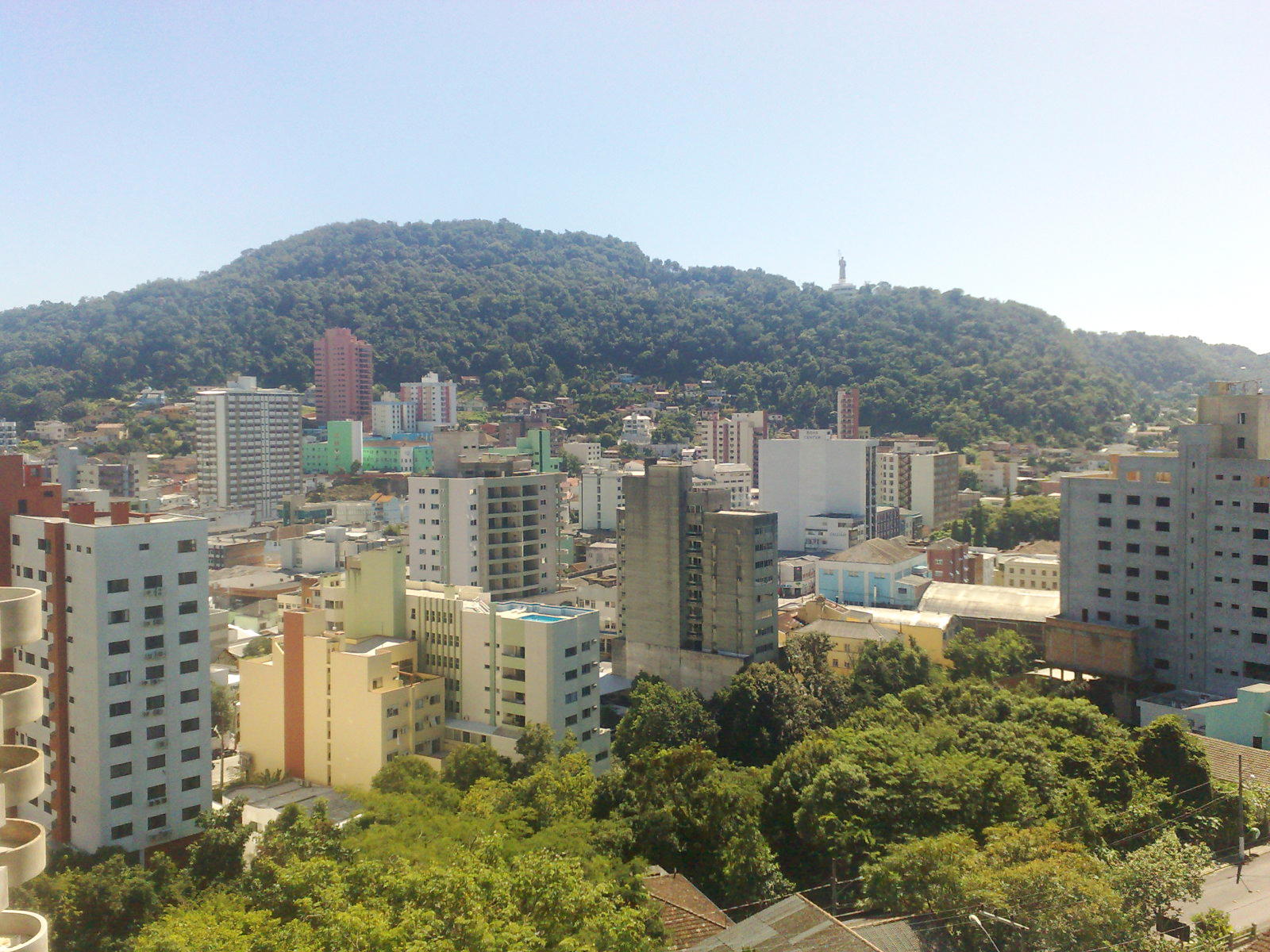
Joaçaba, em Santa Catarina, é a oitava melhor colocada.

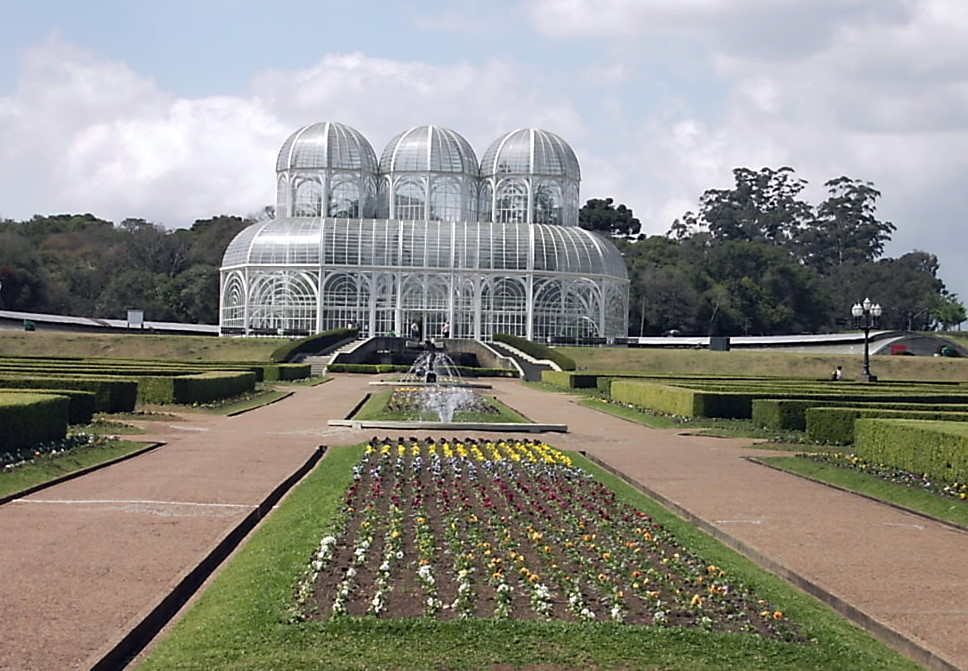
Curitiba, capital do Paraná, ocupa a décima colocação.

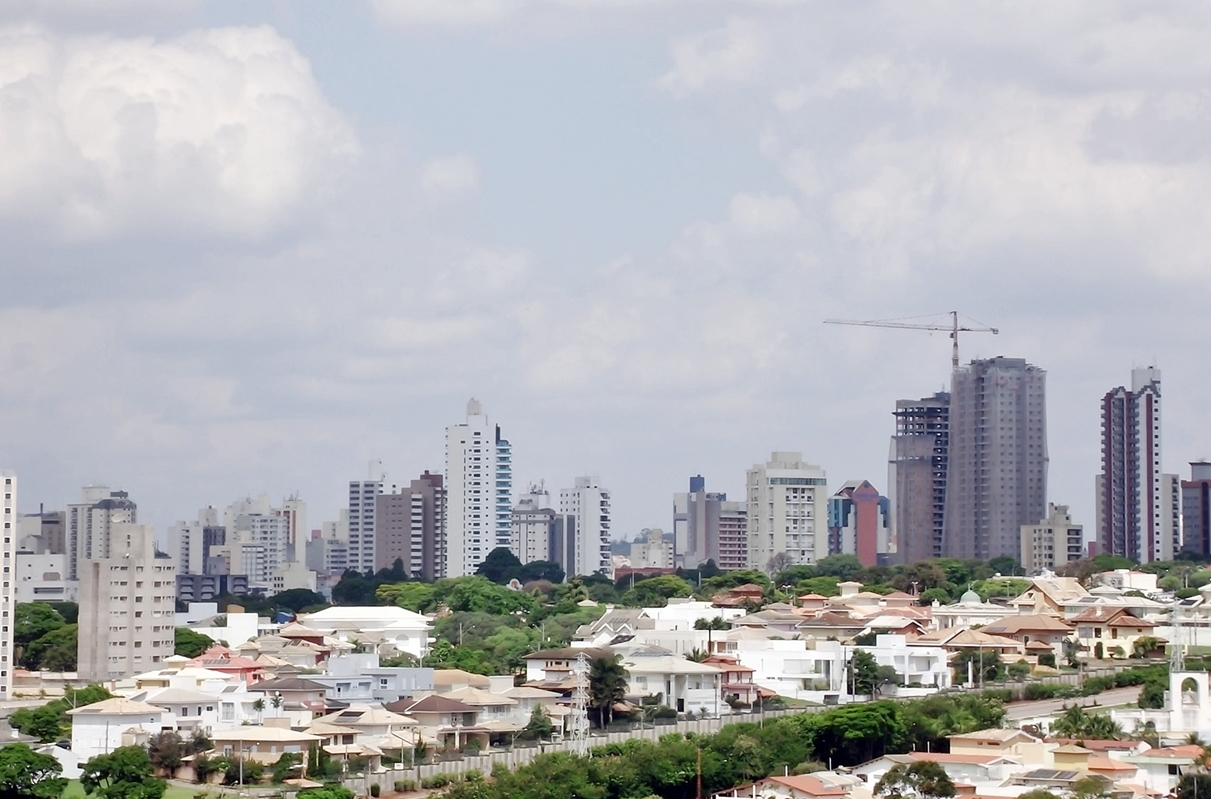
Jundiaí, em São Paulo, aparece na décima primeira colocação.

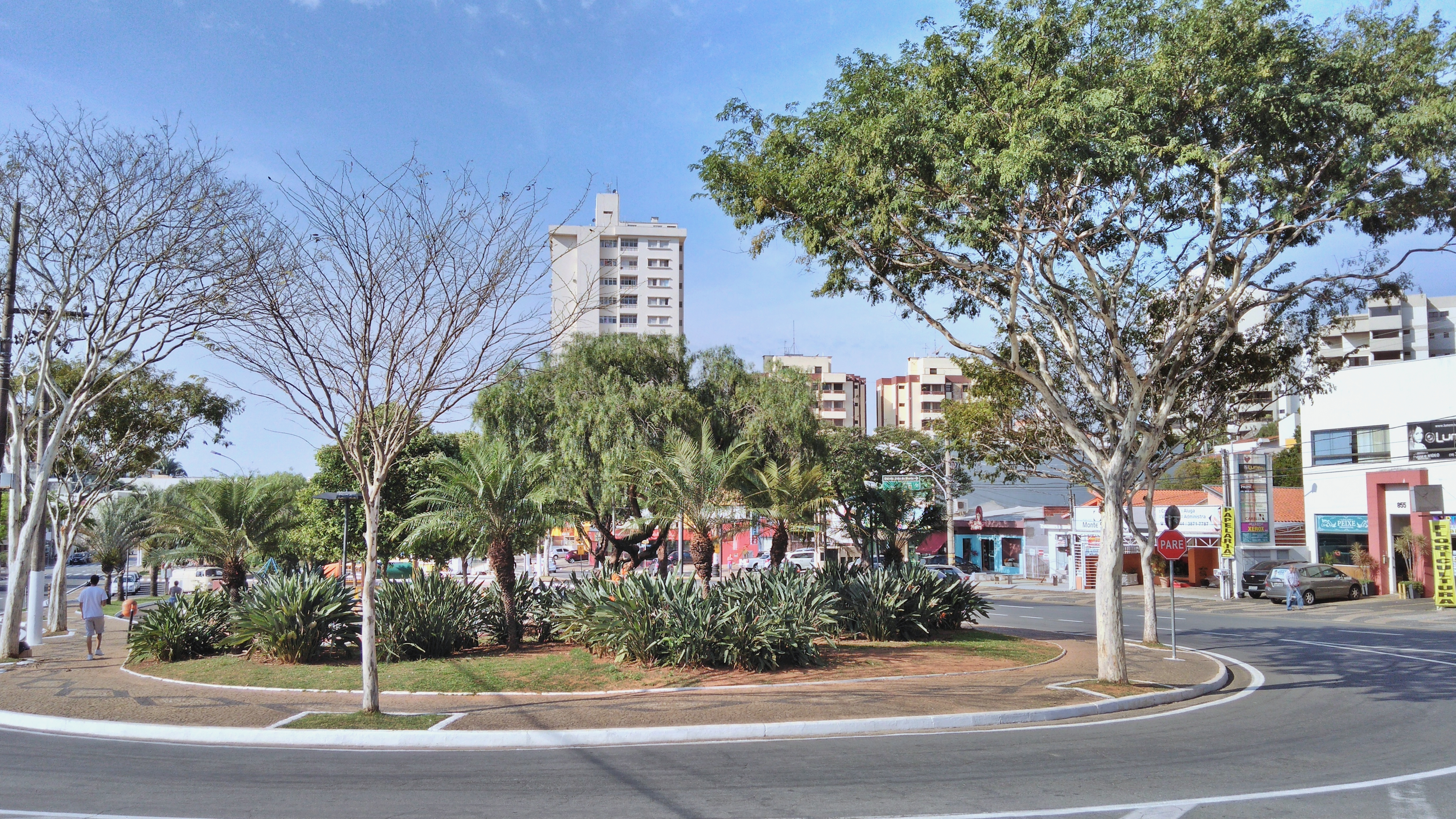
Valinhos, em São Paulo, ocupa a décima segunda posição.

| #   | Município                | UF                 | IDHM (2010) |
| --- | ------------------------ | ------------------ | ----------- |
| 1   | São Caetano do Sul       | São Paulo          | 0,862       |
| 2   | Águas de São Pedro       | São Paulo          | 0,854       |
| 3   | Florianópolis            | Santa Catarina     | 0,847       |
| 4   | Balneário Camboriú       | Santa Catarina     | 0,845       |
| 5   | Vitória                  | Espírito Santo     | 0,845       |
| 6   | Santos                   | São Paulo          | 0,840       |
| 7   | Niterói                  | Rio de Janeiro     | 0,837       |
| 8   | Joaçaba                  | Santa Catarina     | 0,827       |
| 9   | Brasília                 | Distrito Federal   | 0,824       |
| 10  | Curitiba                 | Paraná             | 0,823       |
| 11  | Jundiaí                  | São Paulo          | 0,822       |
| 12  | Valinhos                 | São Paulo          | 0,819       |
| 13  | Vinhedo                  | São Paulo          | 0,817       |
| 14  | Santo André              | São Paulo          | 0,815       |
| 15  | Araraquara               | São Paulo          | 0,815       |
| 16  | Santana de Parnaíba      | São Paulo          | 0,814       |
| 17  | Nova Lima                | Minas Gerais       | 0,813       |
| 18  | Ilha Solteira            | São Paulo          | 0,812       |
| 19  | Americana                | São Paulo          | 0,811       |
| 20  | Belo Horizonte           | Minas Gerais       | 0,810       |
| 21  | São José                 | Santa Catarina     | 0,809       |
| 21  | Joinville                | Santa Catarina     | 0,809       |
| 23  | Maringá                  | Paraná             | 0,808       |
| 24  | São José dos Campos      | São Paulo          | 0,807       |
| 25  | Blumenau                 | Santa Catarina     | 0,806       |
| 25  | Presidente Prudente      | São Paulo          | 0,806       |
| 25  | Rio Fortuna              | Santa Catarina     | 0,806       |
| 28  | São Paulo                | São Paulo          | 0,805       |
| 28  | Assis                    | São Paulo          | 0,805       |
| 28  | Campinas                 | São Paulo          | 0,805       |
| 28  | São Bernardo do Campo    | São Paulo          | 0,805       |
| 28  | Porto Alegre             | Rio Grande do Sul  | 0,805       |
| 28  | São Carlos               | São Paulo          | 0,805       |
| 34  | Rio Claro                | São Paulo          | 0,803       |
| 34  | Jaraguá do Sul           | Santa Catarina     | 0,803       |
| 36  | Rio do Sul               | Santa Catarina     | 0,802       |
| 37  | Bauru                    | São Paulo          | 0,801       |
| 37  | São Miguel do Oeste      | Santa Catarina     | 0,801       |
| 37  | Pirassununga             | São Paulo          | 0,801       |
| 40  | Concórdia                | Santa Catarina     | 0,800       |
| 40  | Vila Velha               | Espírito Santo     | 0,800       |
| 40  | Taubaté                  | São Paulo          | 0,800       |
| 40  | Ribeirão Preto           | São Paulo          | 0,800       |
| 40  | Botucatu                 | São Paulo          | 0,800       |
| 45  | Goiânia                  | Goiás              | 0,799       |
| 45  | Rio de Janeiro           | Rio de Janeiro     | 0,799       |
| 47  | Marília                  | São Paulo          | 0,798       |
| 47  | Sorocaba                 | São Paulo          | 0,798       |
| 47  | Guaratinguetá            | São Paulo          | 0,798       |
| 50  | São João da Boa Vista    | São Paulo          | 0,797       |
| 50  | São José do Rio Preto    | São Paulo          | 0,797       |
| 50  | Fernandópolis            | São Paulo          | 0,797       |
| 53  | Carlos Barbosa           | Rio Grande do Sul  | 0,796       |
| 53  | Itapema                  | Santa Catarina     | 0,796       |
| 53  | Tubarão                  | Santa Catarina     | 0,796       |
| 56  | Brusque                  | Santa Catarina     | 0,795       |
| 56  | Iomerê                   | Santa Catarina     | 0,795       |
| 56  | Paulínia                 | São Paulo          | 0,795       |
| 56  | Treze Tílias             | Santa Catarina     | 0,795       |
| 56  | Itajaí                   | Santa Catarina     | 0,795       |
| 61  | Holambra                 | São Paulo          | 0,793       |
| 62  | Quatro Pontes            | Paraná             | 0,791       |
| 62  | Três Arroios             | Rio Grande do Sul  | 0,791       |
| 62  | Nova Odessa              | São Paulo          | 0,791       |
| 62  | Ipiranga do Sul          | Rio Grande do Sul  | 0,791       |
| 62  | Saltinho                 | São Paulo          | 0,791       |
| 67  | Votuporanga              | São Paulo          | 0,790       |
| 67  | Santa Cruz da Conceição  | São Paulo          | 0,790       |
| 67  | Adamantina               | São Paulo          | 0,790       |
| 67  | Chapecó                  | Santa Catarina     | 0,790       |
| 71  | Cândido Rodrigues        | São Paulo          | 0,789       |
| 71  | Uberlândia               | Minas Gerais       | 0,789       |
| 71  | Barretos                 | São Paulo          | 0,789       |
| 71  | Luzerna                  | Santa Catarina     | 0,789       |
| 71  | Lagoa dos Três Cantos    | Rio Grande do Sul  | 0,789       |
| 76  | Fernando de Noronha      | Pernambuco         | 0,788       |
| 76  | Palmas                   | Tocantins          | 0,788       |
| 76  | Araçatuba                | São Paulo          | 0,788       |
| 76  | Barra Bonita             | São Paulo          | 0,788       |
| 76  | Caçapava                 | São Paulo          | 0,788       |
| 76  | Cruzeiro                 | São Paulo          | 0,788       |
| 76  | Indaiatuba               | São Paulo          | 0,788       |
| 76  | Mairiporã                | São Paulo          | 0,788       |
| 76  | Criciúma                 | Santa Catarina     | 0,788       |
| 85  | Itajubá                  | Minas Gerais       | 0,787       |
| 85  | Espírito Santo do Pinhal | São Paulo          | 0,787       |
| 87  | Barueri                  | São Paulo          | 0,786       |
| 87  | Lins                     | São Paulo          | 0,786       |
| 87  | Pompéia                  | São Paulo          | 0,786       |
| 87  | Porto União              | Santa Catarina     | 0,786       |
| 87  | Garibaldi                | Rio Grande do Sul  | 0,786       |
| 92  | Amparo                   | São Paulo          | 0,785       |
| 92  | Catanduva                | São Paulo          | 0,785       |
| 92  | Monte Aprazível          | São Paulo          | 0,785       |
| 92  | Piracicaba               | São Paulo          | 0,785       |
| 92  | Tremembé                 | São Paulo          | 0,785       |
| 92  | Casca                    | Rio Grande do Sul  | 0,785       |
| 92  | Nova Araçá               | Rio Grande do Sul  | 0,785       |
| 92  | Cuiabá                   | Mato Grosso        | 0,785       |
| 100 | Campo Grande             | Mato Grosso do Sul | 0,784       |
| 100 | Arujá                    | São Paulo          | 0,784       |
| 100 | Jaguariúna               | São Paulo          | 0,784       |
| 100 | Mogi Mirim               | São Paulo          | 0,784       |
| 100 | Ribeirão Pires           | São Paulo          | 0,784       |
| 100 | Santa Fé do Sul          | São Paulo          | 0,784       |
| 100 | Salto Veloso             | Santa Catarina     | 0,784       |
| 100 | Timbó                    | Santa Catarina     | 0,784       |
| 100 | Ivoti                    | Rio Grande do Sul  | 0,784       |
| 100 | Santa Maria              | Rio Grande do Sul  | 0,784       |